# 中途失聴者
中途失聴者（ちゅうとしっちょうしゃ）とは、聴覚障害者の一区分で、音声言語獲得後に、聴力が下がったり、聴力を失った人のことである。音声言語獲得前に、聴力が下がった人は、難聴者、聴力を失った人は、ろう者という。
発声は不自由しないものの聞くことが不自由になるため、音声コミュニケーション自体が極めて不便になる。
ろう者は手話をコミュニケーション手段としている者が多い一方、中途失調者は音声言語を習得してから失聴しているため手話を使用せず発話でコミュニケーションをとる者が多いとされる。

## 原因と特徴
聴力が下がる原因は下記のとおりであるが、それ以外に原因不明で発症する場合は突発性難聴と呼ばれる。一方、加齢に伴う聴力の衰えは老人性難聴と呼ばれ、中途失聴とは区別される。
- 薬の副作用（ストレプトマイシンが代表的）
- 音響外傷 - ヘッドホンなどで極めて強烈な音を聞き続けることによる有毛細胞への損傷
- 頭部への衝撃
- 耳の気圧変化
- 遺伝性
- ウイルス性
- ストレス